# Thomas James Powell
Thomas James Powell (Tredegar (Monmouthshire), 12 oktober 1897 – Mellingriffith, 8 januari 1965) is een Welsh componist, muziekpedagoog en dirigent.

## Levensloop
Powell startte zijn muzikale carrière op zevenjarige leeftijd als slagwerker (kleine trom) in een brassband van het Leger des Heils. Later wisselde hij als cornettist in de Tredegar Senior Band. In deze periode kreeg hij lessen in muziektheorie en harmonie bij de dirigent van de Tredegar Senior Band Mr. Hurley. Kort voor de Eerste Wereldoorlog werd hij nog lid van de Tredegar Town Band, maar hij verliet Zuid-Wales en werd lid van de Band of Her Majesties Royal Marines in Portsmouth (Engeland). Gedurende de Eerste Wereldoorlog studeerde hij in de School of Music van de Royal Marines.
In 1920 werd hij dirigent van de "Melingriffith Volunteer and Cadet Corps Band", die deel uitmaakte van de "Melingriffith Tinplate Works" in Whitchurch, vlak bij Cardiff. Dit was het begin van een levenslange samenwerking en in Wales behoren de namen "Melingriffith" en "Tom Powell" bijeen. Als instructeur werkte hij aanvankelijk met de cornettist Tom Moore (solo cornettist bij de Besses of the Barn brassband) samen. Het muzikale niveau van de brassband verbeterde zich spoedig. Over vele jaren bouwde hij de reputatie van de "Melingriffith Band" op en langzamerhand werd hij een veelgevraagd jurylid in Wales en daarbuiten. 
Hij was ook coach en instructeur van de "Cardiff Transport Band" en had veel succes met deze band. Hij was diverse malen uitgenodigd de National Brass Band of Wales te dirigeren. 
Powell was verschillende jaren voorzitter van de South Wales & Monmouthshire Brass Band Association. 
Het componeren was een grote vreugde voor Powell. In het begin van zijn dirigenten carrière bij de "Melingriffith Volunteer and Cadet Corps Band" schreef hij een mars Appreciation, die hij opdroeg aan de secretaris van de band David Millward. Deze mars volgden nog meer dan 50 marsen. Verschillende van deze marsen werden nooit gepubliceerd, maar de manuscripten zijn bewaard gebleven in de bestand van de "Excelsior Ropes Band", die opvolger werden van de "Melingriffith Volunteer and Cadet Corps Band" als de "Melingriffith Tinplate Works" gesloten werden. Diverse marsen waren benoemd naar Welsh kastelen Castell Coch (het rode kasteel) kon hij van zijn huis zien en Castell Caerdydd (Cardiff kasteel) alsook Castell Caerphilli (Caerphilly kasteel) waren nabij. Caernarfon Castle werd geschreven in 1958 toen koningin Elizabeth II van het Verenigd Koninkrijk heeft afgekondigd dat Charles prins van Wales werd. Zijn mars Contestor werd onder andere opgenomen door de bekende Black Dyke Mills brassband. 
Hij schreef niet uitsluitend marsen, maar ook selecties, walsen, solo's voor instrumenten met orkestbegeleiding. 

## Composities

### Werken voor brassband
- 1958 Caernarfon Castle, mars
- Appreciation, mars
- Castell Caerdydd
- Castell Caerphilli
- Castell Coch
- Duo for Euphoniums, voor twee eufonium en brassband
- ELYOD, thema en variaties voor eufonium en brassband
- Forest Bells
- Margam Abbey March
- Passing Moods, suite
- Salute to Wales, medley
- Snikta, thema en variaties voor Es-tuba en brassband
- Snowdon Fantasy
- The Bombardier, mars
- The Contestor, mars
- The Gay Hussar
- The Spaceman
- The Tops, voor cornetkwintet (cornet in es en vier cornetten in bes) en brassband
- Thundercloud